# Nanocondylodesmus pectinatidentis
Nanocondylodesmus pectinatidentis är en mångfotingart som beskrevs av Zhang 1995. Nanocondylodesmus pectinatidentis ingår i släktet Nanocondylodesmus och familjen Doratodesmidae. Inga underarter finns listade i Catalogue of Life.